# Carretera d'Aramunt
La carretera d'Aramunt és una antiga pista rural reconvertida en carretera local asfaltada que discorre pel terme municipal de Conca de Dalt (als antics termes de Claverol i d'Aramunt), al Pallars Jussà.
És actualment una carretera asfaltada que ressegueix al llarg de tot el seu recorregut la riba esquerra de la Noguera Pallaresa, al pantà de Sant Antoni, i se n'aparta ocasionalment i molt poc tros. Arrenca cap al sud-est del Pont de Claverol, on enllaça amb la carretera LV-5182. Des d'aquest lloc s'adreça sempre cap al sud, majoritàriament; passa a ponent de l'Obac de Claverol i de les Boïgues, entre aquests llocs i Casa Motes, que queda a ponent i a ran d'aigua, a ran de l'ermita de la Mare de Déu del Socors, tram on la carretera va a ran de les aigües del pantà, quan aquest és a la seva màxima capacitat, i al cap de poc travessa el barranc de Claverol.
Encara, al cap de poc passa a ponent de la Costa, i a llevant de Sarransot, i torna a travessar un altre barranc: el barranc de Sant Martí. Discorre a ponent de la partida del Pou de Gel, on deixa a llevant, entre la carretera i el pantà, la Casa de la Manduca. De seguida travessa el barranc de Miret i la partida del mateix nom, i passa per la partida dels Millars, la carretera fa un ample revolt per anar a buscar lo Petirro, casa que deixa al nord-est i ran de carretera, i passar a llevant de la Borda de l'Andreu i de Cal Caputxí i al sud-oest de Casa Carlà. Després d'un tram recte, arriba a l'extrem sud-occidental del Serrat de Narçà, on deixa enrere les terres de Claverol per tal d'entrar en les d'Aramunt.
Ja dins d'aquest antic terme municipal, troba l'arrencament cap al sud-oest del Camí de les Serres, travessa el barranc de Sant Pou i emprèn tot recte cap al sud-est entre les partides del Tros d'Ací i les Malpodades, que queden al sud-oest, i Coma-raent i les Espujos, al nord-est. Entre aquestes dues discorre el vell Camí d'Aramunt, i Casa Montserrat queda una mica distant al nord-est. Tot seguit travessa el barranc dels Clops i entre Santadria -nord-est- i Serrats, arriba al poble d'Aramunt.